# Eastern Europe Cup w biegach narciarskich 2021/2022
Eastern Europe Cup w biegach narciarskich 2021/2022 to kolejna edycja tego cyklu zawodów. Rywalizacja rozpoczęła się 13 listopada 2021 roku w kazachskim Szczuczyńsku, a zakończyła się 27 lutego 2022 roku w rosyjskiej Tiumieni.
Obrończynią tytułu wśród kobiet była Rosjanka Lilija Wasiljewa, a wśród mężczyzn jej rodak Andriej Łarkow.

## Kalendarz i wyniki

### Kobiety
| Lp  | Data              | Miejscowość     | Dystans                          | 1. miejsce           | 2. miejsce            | 3. miejsce             |
| --- | ----------------- | --------------- | -------------------------------- | -------------------- | --------------------- | ---------------------- |
| 1.  | 13 listopada 2021 | Szczuczyńsk     | Sprint s. klasycznym (1,2 km)    | Natalja Mekrjukowa   | Darja Rogozina        | Jekatierina Smirnowa   |
| 2.  | 14 listopada 2021 | Szczuczyńsk     | 5 km s. klasycznym               | Natalja Mekrjukowa   | Jekatierina Smirnowa  | Ksenija Szałygina      |
| 3.  | 15 listopada 2021 | Szczuczyńsk     | 10 km s. dowolnym                | Jekatierina Smirnowa | Ksenija Szałygina     | Natalja Mekrjukowa     |
| 4.  | 27 listopada 2021 | Wierszyna Tioi  | Sprint s. klasycznym (1,5 km)    | Alesia Ruszencewa    | Natalja Matwiejewa    | Jewgienija Rudomietowa |
| 5.  | 28 listopada 2021 | Wierszyna Tioi  | 10 km s. dowolnym                | Jewgienija Krupicka  | Olga Żołudiewa        | Jelizawieta Szałaboda  |
| 6.  | 30 listopada 2021 | Wierszyna Tioi  | Sprint s. dowolnym (1,5 km)      | Jekatierina Smirnowa | Jelizawieta Bekiszewa | Jelizawieta Szałaboda  |
| 7.  | 1 grudnia 2021    | Wierszyna Tioi  | 10 km s. klasycznym              | Darja Niepriajewa    | Alisa Żambałowa       | Marija Guszczina       |
| 8.  | 18 grudnia 2021   | Kirowo-Czepieck | Sprint s. dowolnym (1,7 km)      | Olga Kuczeruk        | Natalja Matwiejewa    | Marija Dawidjenkowa    |
| 9.  | 19 grudnia 2021   | Kirowo-Czepieck | 10 km s. dowolnym                | Jekatierina Smirnowa | Olga Kuczeruk         | Alisa Żambałowa        |
| 10. | 21 grudnia 2021   | Kirowo-Czepieck | 15 km s. klasycznym              | Jekatierina Smirnowa | Alisa Żambałowa       | Marija Guszczina       |
| 11. | 4 stycznia 2022   | Mińsk-Raubiczy  | Sprint s. dowolnym (1,7 km)      | Anastasija Kiriłłowa | Alisa Żambałowa       | Hanna Karaliowa        |
| 12. | 5 stycznia 2022   | Mińsk-Raubiczy  | 5 km s. klasycznym               | Anastasija Kiriłłowa | Alisa Żambałowa       | Darja Rogozina         |
| 13. | 7 stycznia 2022   | Mińsk-Raubiczy  | 15 km s. dowolnym (start masowy) | Hanna Karaliowa      | Alisa Żambałowa       | Darja Rogozina         |
| 14. | 11 lutego 2022    | Krasnogorsk     | 10 km s. dowolnym                | Jekatierina Smirnowa | Alisa Żambałowa       | Anastasija Docenko     |
| 15. | 13 lutego 2022    | Krasnogorsk     | Sprint s. klasycznym (1,4 km)    | Diana Sobolewa       | Anastasija Docenko    | Marija Dawidjenkowa    |
| 16. | 23 lutego 2022    | Tiumeń          | 10 km s. dowolnym                | Jekatierina Smirnowa | Alija Iksanowa        | Alisa Żambałowa        |
| 17. | 24 lutego 2022    | Tiumeń          | Sprint s. klasycznym (1,7 km)    | Anastasija Docenko   | Diana Sobolewa        | Alisa Żambałowa        |
| 18. | 27 lutego 2022    | Tiumeń          | 15 km (bieg łączony)             | Alisa Żambałowa      | Swietłana Zaborska    | Alija Iksanowa         |

### Mężczyźni
| Lp  | Data              | Miejscowość     | Dystans                          | 1. miejsce        | 2. miejsce           | 3. miejsce                      |
| --- | ----------------- | --------------- | -------------------------------- | ----------------- | -------------------- | ------------------------------- |
| 1.  | 13 listopada 2021 | Szczuczyńsk     | Sprint s. klasycznym (1,2 km)    | Andriej Kuzniecow | Andriej Parfionow    | Andriej Krasnow                 |
| 2.  | 14 listopada 2021 | Szczuczyńsk     | 10 km s. klasycznym              | Andriej Kuzniecow | Siergiej Wołkow      | Andriej Krasnow                 |
| 3.  | 15 listopada 2021 | Szczuczyńsk     | 15 km s. dowolnym                | Siergiej Wołkow   | Andriej Krasnow      | Andriej Kuzniecow               |
| 4.  | 27 listopada 2021 | Wierszyna Tioi  | Sprint s. klasycznym (1,7 km)    | Andriej Kuzniecow | Władisław Wieczkanow | Aleksiej Wicenko                |
| 5.  | 28 listopada 2021 | Wierszyna Tioi  | 15 km s. dowolnym                | Ilja Poroszkin    | Aleksandr Iwszin     | Kiriłł Kiliwniuk                |
| 6.  | 30 listopada 2021 | Wierszyna Tioi  | Sprint s. dowolnym (1,7 km)      | Fiodor Nazarow    | Iwan Bezmaternych    | Ilja Poroszkin                  |
| 7.  | 1 grudnia 2021    | Wierszyna Tioi  | 15 km s. klasycznym              | Ilja Poroszkin    | Władimir Frołow      | Aleksandr Iwszin                |
| 8.  | 18 grudnia 2021   | Kirowo-Czepieck | Sprint s. dowolnym (1,7 km)      | Siergiej Ardaszew | Siergiej Wołkow      | Andriej Parfionow               |
| 9.  | 19 grudnia 2021   | Kirowo-Czepieck | 15 km s. dowolnym                | Andriej Łarkow    | Ilja Poroszkin       | Artem Nikołajew Siergiej Wołkow |
| 10. | 21 grudnia 2021   | Kirowo-Czepieck | 30 km s. klasycznym              | Andriej Łarkow    | Ilja Poroszkin       | Aleksiej Wicenko                |
| 11. | 4 stycznia 2022   | Mińsk-Raubiczy  | Sprint s. dowolnym (1,7 km)      | Siergiej Ardaszew | Fiodor Nazarow       | Andriej Łarkow                  |
| 12. | 5 stycznia 2022   | Mińsk-Raubiczy  | 10 km s. klasycznym              | Ilja Poroszkin    | Andriej Łarkow       | Siergiej Ardaszew               |
| 13. | 7 stycznia 2022   | Mińsk-Raubiczy  | 30 km s. dowolnym (start masowy) | Andriej Łarkow    | Artem Nikołajew      | Władisław Wieczkanow            |
| 14. | 11 lutego 2022    | Krasnogorsk     | 15 km s. dowolnym                | Ilja Poroszkin    | Aleksiej Wicenko     | Andriej Kuzniecow               |
| 15. | 13 lutego 2022    | Krasnogorsk     | Sprint s. klasycznym (1,4 km)    | Aleksiej Wicenko  | Andriej Parfionow    | Andriej Kuzniecow               |
| 16. | 23 lutego 2022    | Tiumeń          | 15 km s. dowolnym                | Aleksiej Wicenko  | Anton Timaszow       | Aleksiej Szemiakin              |
| 17. | 24 lutego 2022    | Tiumeń          | Sprint s. klasycznym (1,7 km)    | Andriej Parfionow | Jermił Wokujew       | Anton Timaszow                  |
| 18. | 27 lutego 2022    | Tiumeń          | 30 km (bieg łączony)             | Anton Timaszow    | Aleksiej Szemiakin   | Aleksandr Grebienko             |

## Klasyfikacje
| Lp. | Zawodniczka            | Punkty |
| --- | ---------------------- | ------ |
| 1.  | Jekatierina Smirnowa   | 971    |
| 2.  | Alisa Żambałowa        | 877    |
| 3.  | Darja Rogozina         | 522    |
| 4.  | Anastasija Docenko     | 452    |
| 5.  | Natalja Matwiejewa     | 265    |
| 6.  | Natalja Mekrjukowa     | 260    |
| 7.  | Jewgienija Rudomietowa | 255    |
| 8.  | Maja Jakunina          | 254    |
| 9.  | Alesia Ruszencewa      | 240    |
| 10. | Olga Kuczeruk          | 239    |
| 11. | Marija Guszczina       | 230    |
| 12. | Marija Dawidjenkowa    | 220    |
| 13. | Elmira Gajanowa        | 216    |
| 14. | Łarisa Riasina         | 211    |
| 15. | Hanna Karaliowa        | 205    |

| Lp. | Zawodnik             | Punkty |
| --- | -------------------- | ------ |
| 1.  | Ilja Poroszkin       | 847    |
| 2.  | Aleksiej Wicenko     | 757    |
| 3.  | Andriej Kuzniecow    | 714    |
| 4.  | Władisław Wieczkanow | 663    |
| 5.  | Andriej Parfionow    | 619    |
| 6.  | Andriej Łarkow       | 490    |
| 7.  | Andriej Krasnow      | 400    |
| 8.  | Siergiej Ardaszew    | 372    |
| 9.  | Siergiej Wołkow      | 369    |
| 10. | Stanisław Wołżencew  | 338    |
| 11. | Fiodor Nazarow       | 324    |
| 12. | Artem Nikołajew      | 292    |
| 13. | Władimir Frołow      | 254    |
| 14. | Anton Timaszow       | 240    |
| 15. | Maksim Zubcow        | 221    |